# Église Saint-Corneille-et-Saint-Cyprien de Sauvian
L'église Saint-Corneille-et-Saint-Cyprien de Sauvian est une église de style  gothique située à Sauvian dans le département français de l'Hérault en région Occitanie.

## Localisation
L'église se dresse à côté du cimetière de Sauvian, sur la place de l'Église, à quelques mètres au sud de la route départementale D19 relie Béziers à Sérignan.

## Historique
À l'origine, un temple romain se dresse certainement à cet endroit,.
Une première église paroissiale est édifiée au Ve siècle : totalement ruinée au VIIIe siècle, elle est ensuite reconstruite, et apparaît sous le nom d'Ecclesia S. Cypriani de Salviano en 1106 et en 1190 dans le cartulaire de l'abbaye d'Aniane.  Elle est également mentionnée dans le même cartulaire sous le nom de Capella S. Cipriani S. Michaelis et S. Johannis in eccl parroch Salviano en 1190 et de S. Cornelius et Ciprianus cum castro de Salviano en 1146.
Elle est ensuite reconstruite dans la première moitié du XIVe siècle.
La nef est couverte de fausses voûtes d'ogives à la fin du XIXe siècle, puis d'une charpente apparente sur arcs diaphragmes lors d'une restauration effectuée durant la seconde moitié du XIXe siècle.

## Statut patrimonial
L'église, qui est propriété de la commune, ne fait l'objet ni d'un classement ni d'une inscription au titre des monuments historiques. 

## Architecture

### Architecture extérieure
L'église Saint-Corneille-et-Saint-Cyprien ne possède pas de chevet : elle se termine à l'est par une façade percée de deux grandes baies ogivales encadrant une étroite fenêtre cintrée à ébrasement simple surmontée d'un oculus traité en entonnoir. Selon la Base Mérimée « il semblerait que le chevet n'ait jamais été construit et qu'il ait été aménagé dans la dernière travée de la nef ».
Du côté de la place, la façade septentrionale est soutenue par deux puissants contrefort et percée, dans le mur nord de la première travée de la nef, d'une sobre porte à pentures dont les piédroits moulurés et harpés supportent un arc cintré composé de douze grands claveaux.
À l'ouest, l'église présente une tour rectangulaire percée de deux baies campanaires sur chaque face : ces baies sont ogivales sur la face ouest du clocher, cintrées sur la face est et dotées d'arcs surbaissés sur les petits côtés.

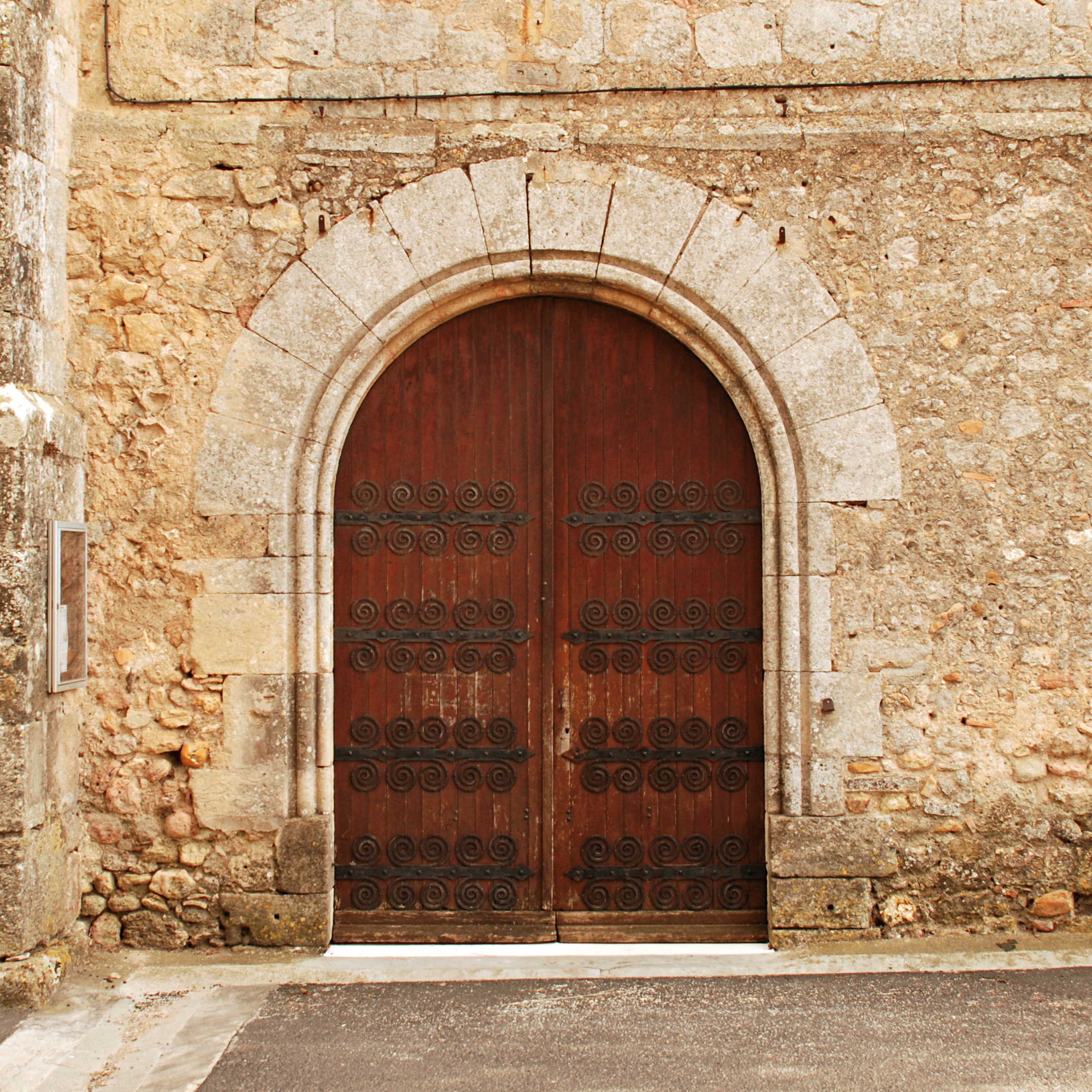
Porte cintrée ornée de pentures.
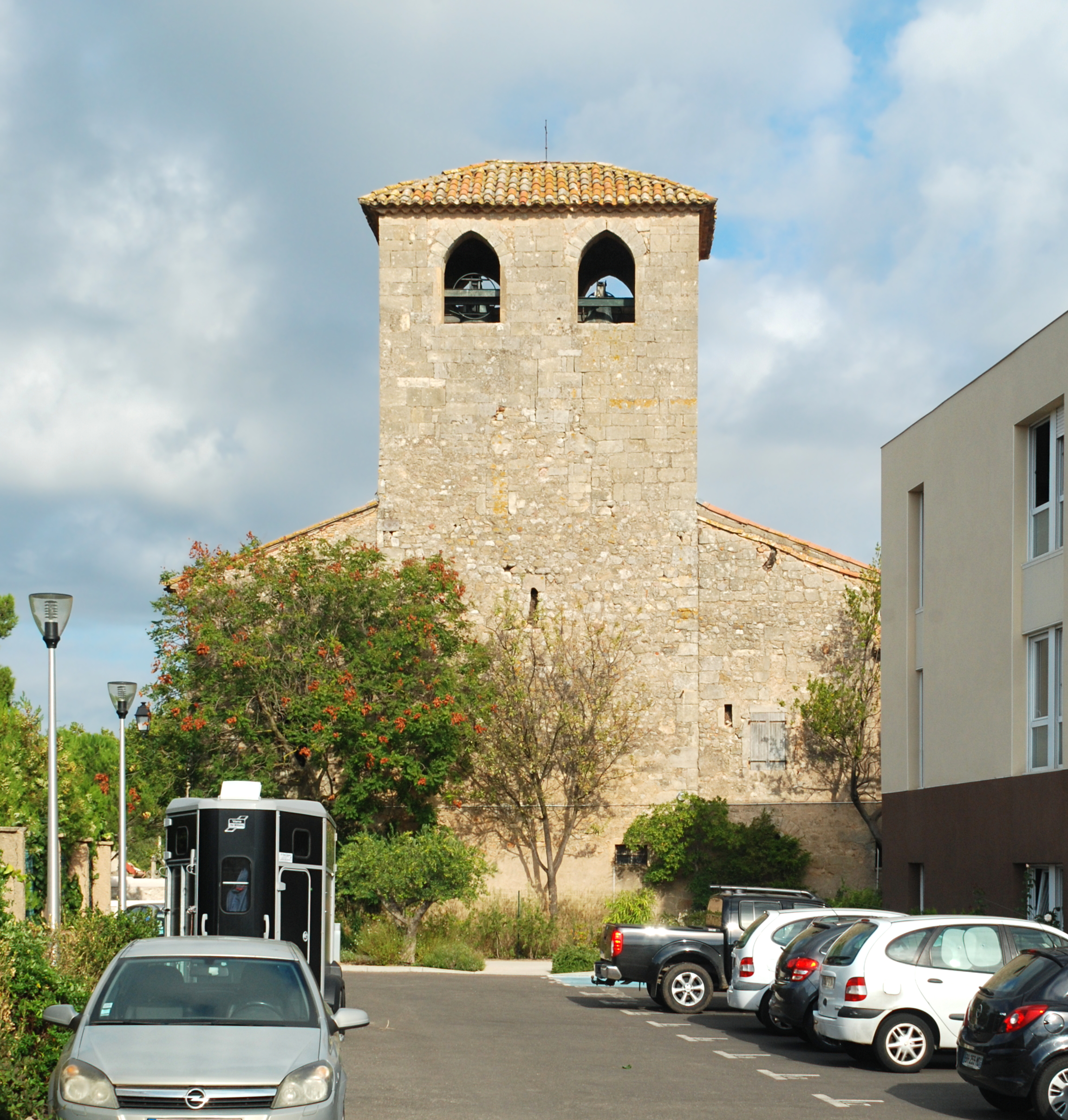
Façade occidentale et clocher.
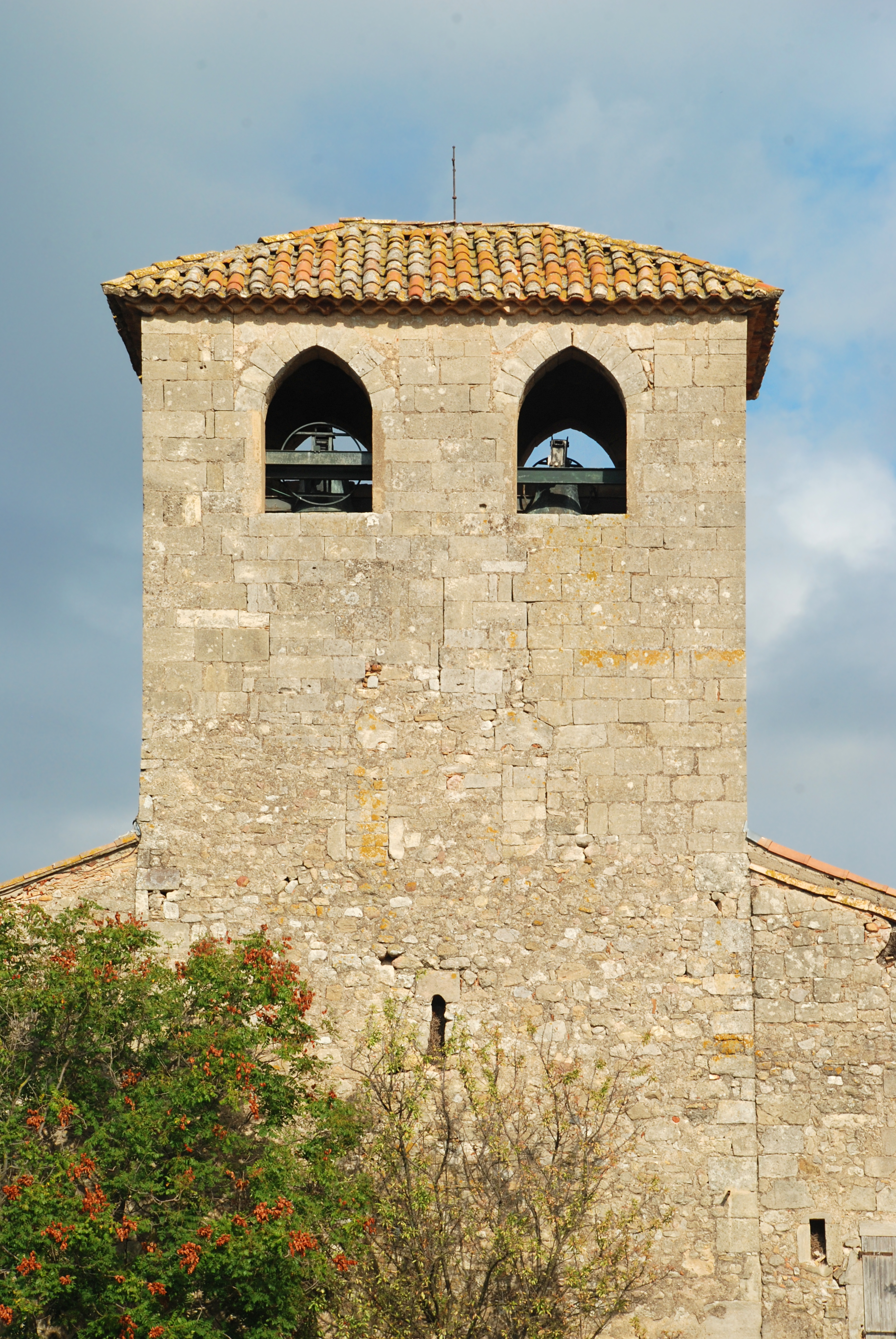
Clocher.
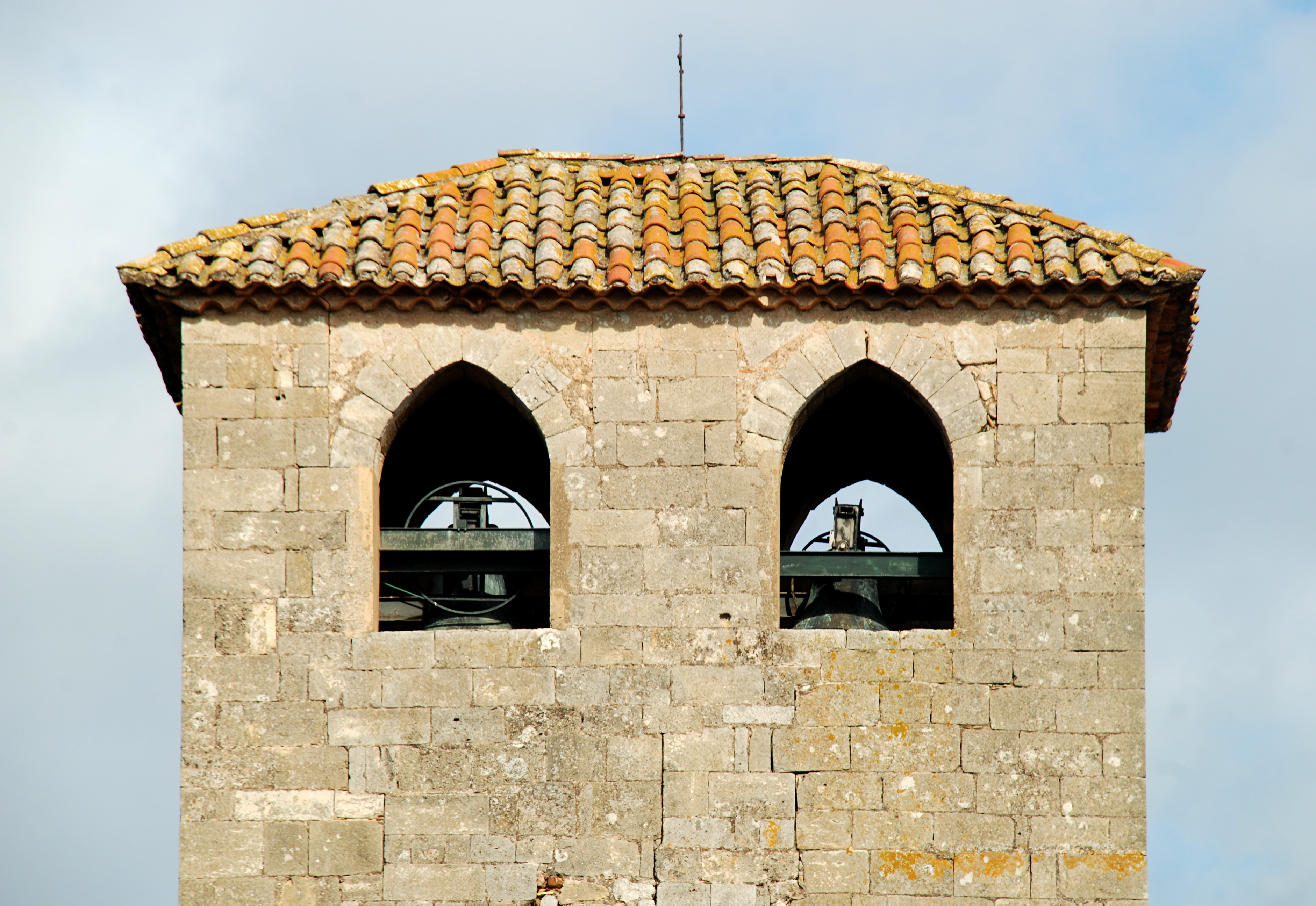
Dernier niveau du clocher.

### Architecture intérieure
À l'intérieur, l'église est composée d'une nef unique de trois travées couverte par une charpente apparente sur arcs diaphragmes,.
La travée orientale, qui fait office de chœur abrite un autel de marbre blanc de facture tardive dont le retable retable représente la Cène d'Emmaüs tandis que les retables latéraux figurent saint Pierre et saint Paul.
L'église Saint-Corneille-et-Saint-Cyprien de Sauvian abrite aussi une cuve baptismale, ainsi qu'une nécropole antique au sous-sol,.

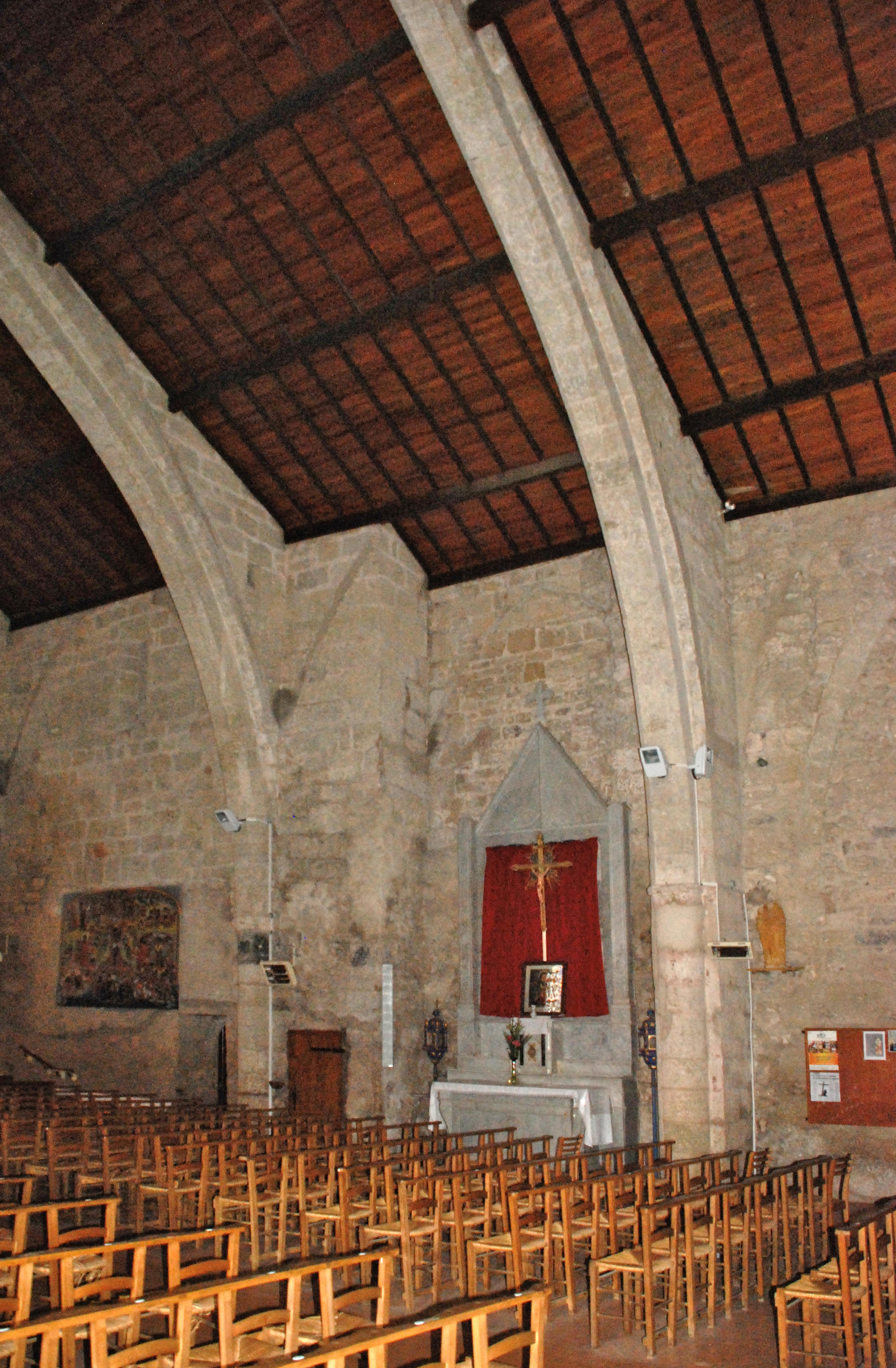
La nef couverte d'une charpente apparente sur arcs diaphragmes.
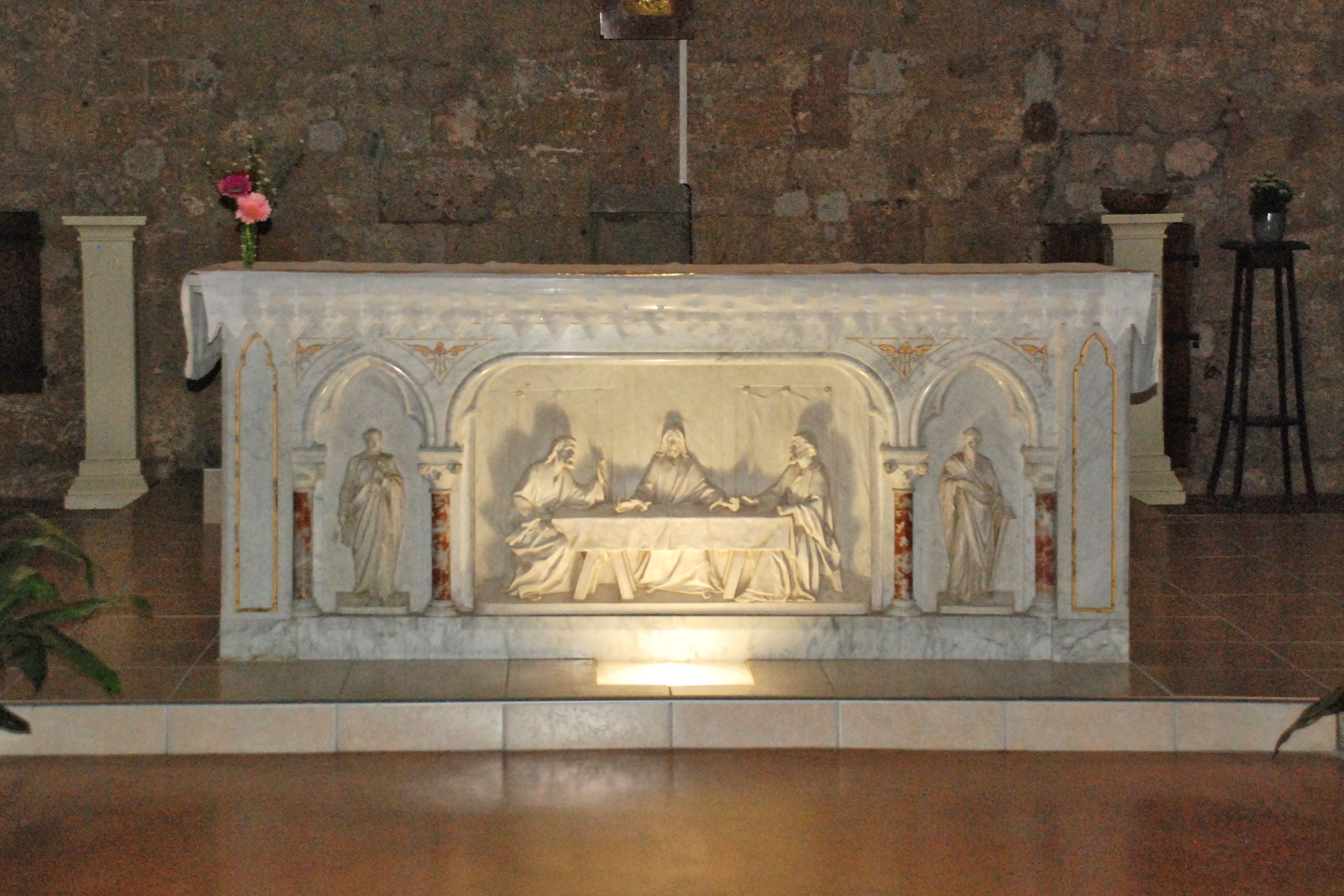
L'autel, représentant la Cène d'Emmaüs, saint Pierre et saint Paul.
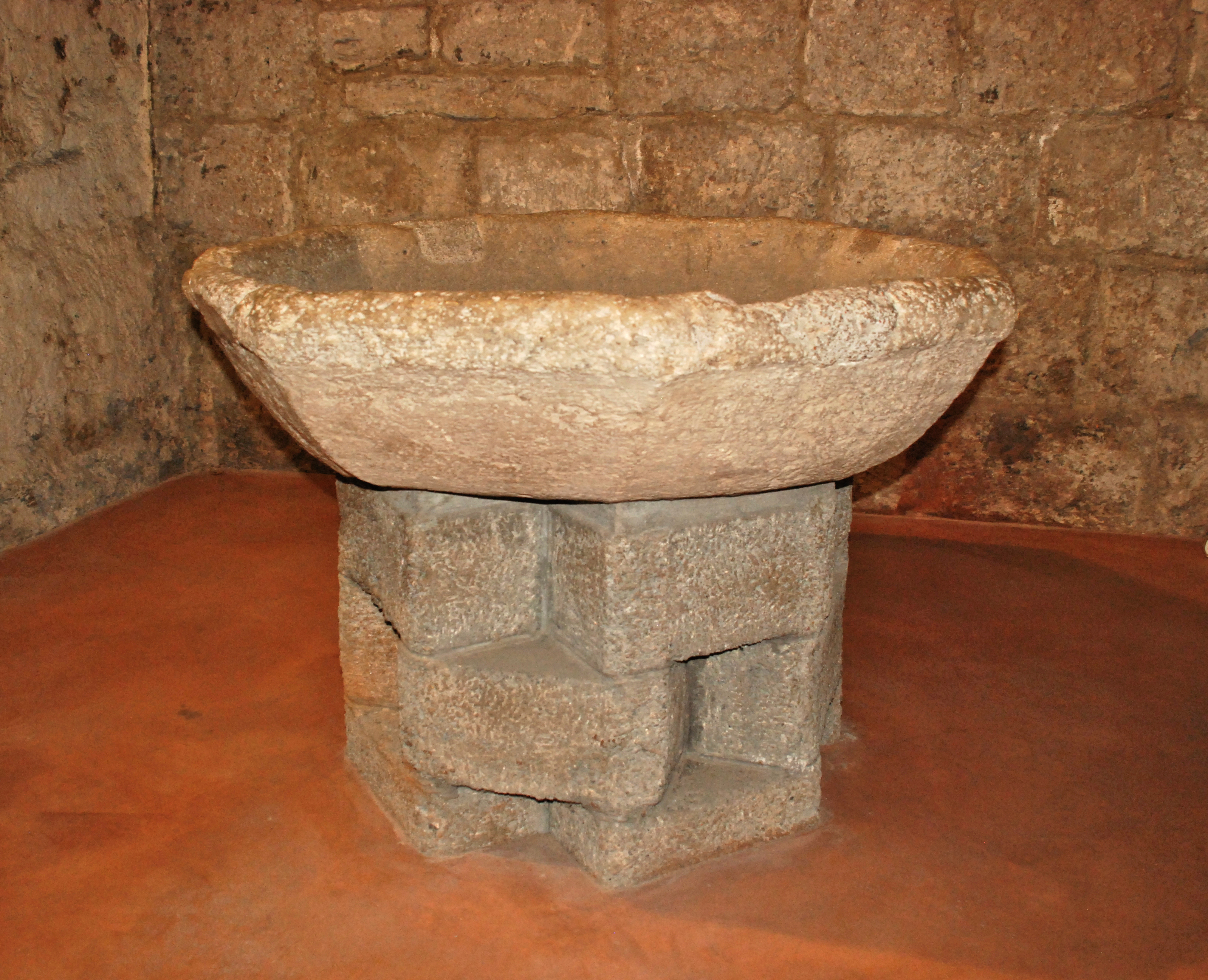
La cuve baptismale.

## Abords
La place de l'Église, qui borde l'église au nord, est flanquée du cimetière et ornée du monument aux morts, installé en juillet 1924 et inauguré le 30 novembre de la même année. Le monument a été réalisé par le sculpteur biterrois Jean Magrou, sur un projet de l’architecte, M. Avon.  Le monument aux morts et son socle sont nettoyés, restaurés et rénovés en 2016,.
Dans les environs se dresse également la borne milliaire érigée vers 44 de notre ère sous le règne de l'empereur Claude.

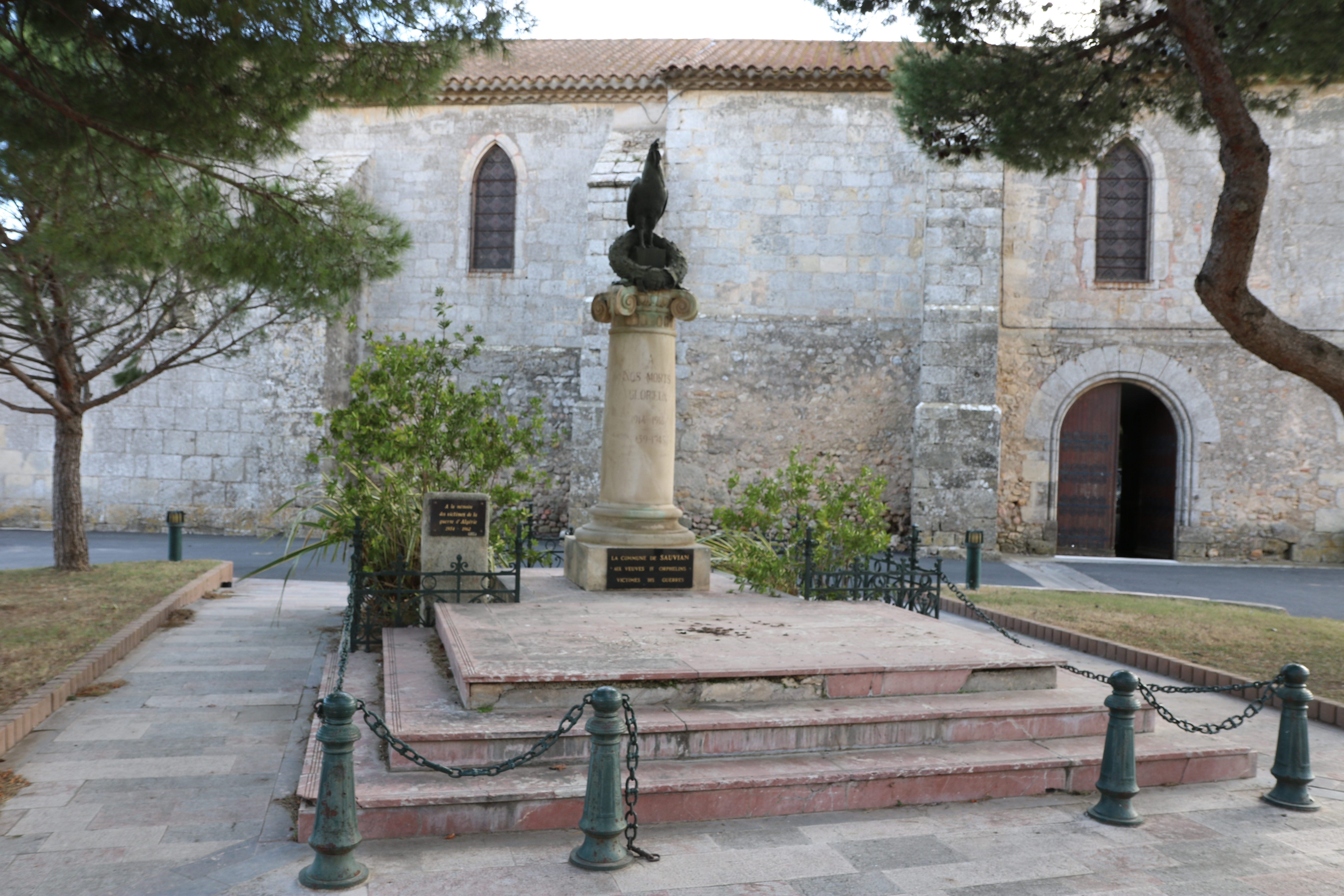
Le monument aux morts, avant la restauration de 2016.
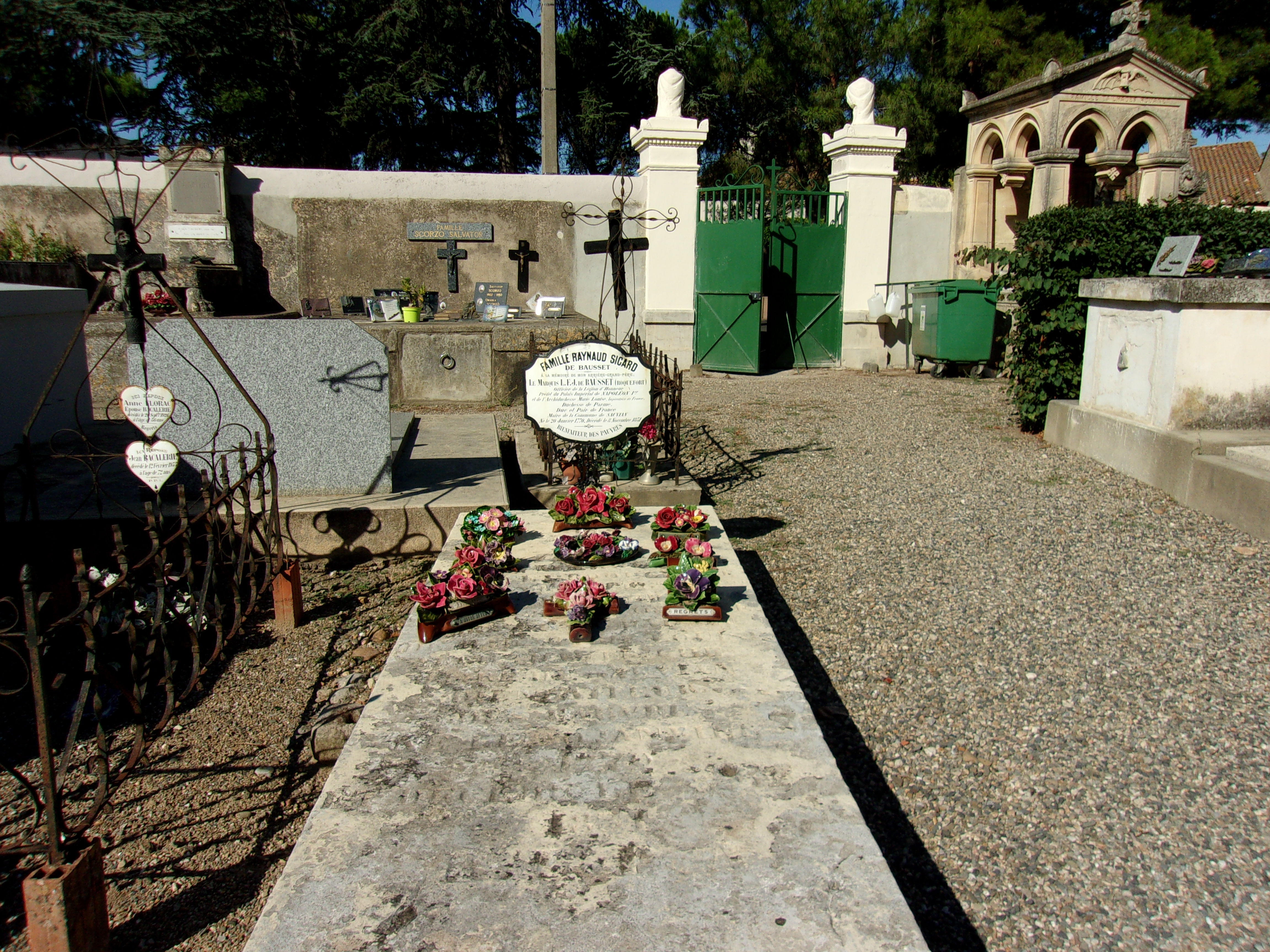
Le cimetière de Sauvian.
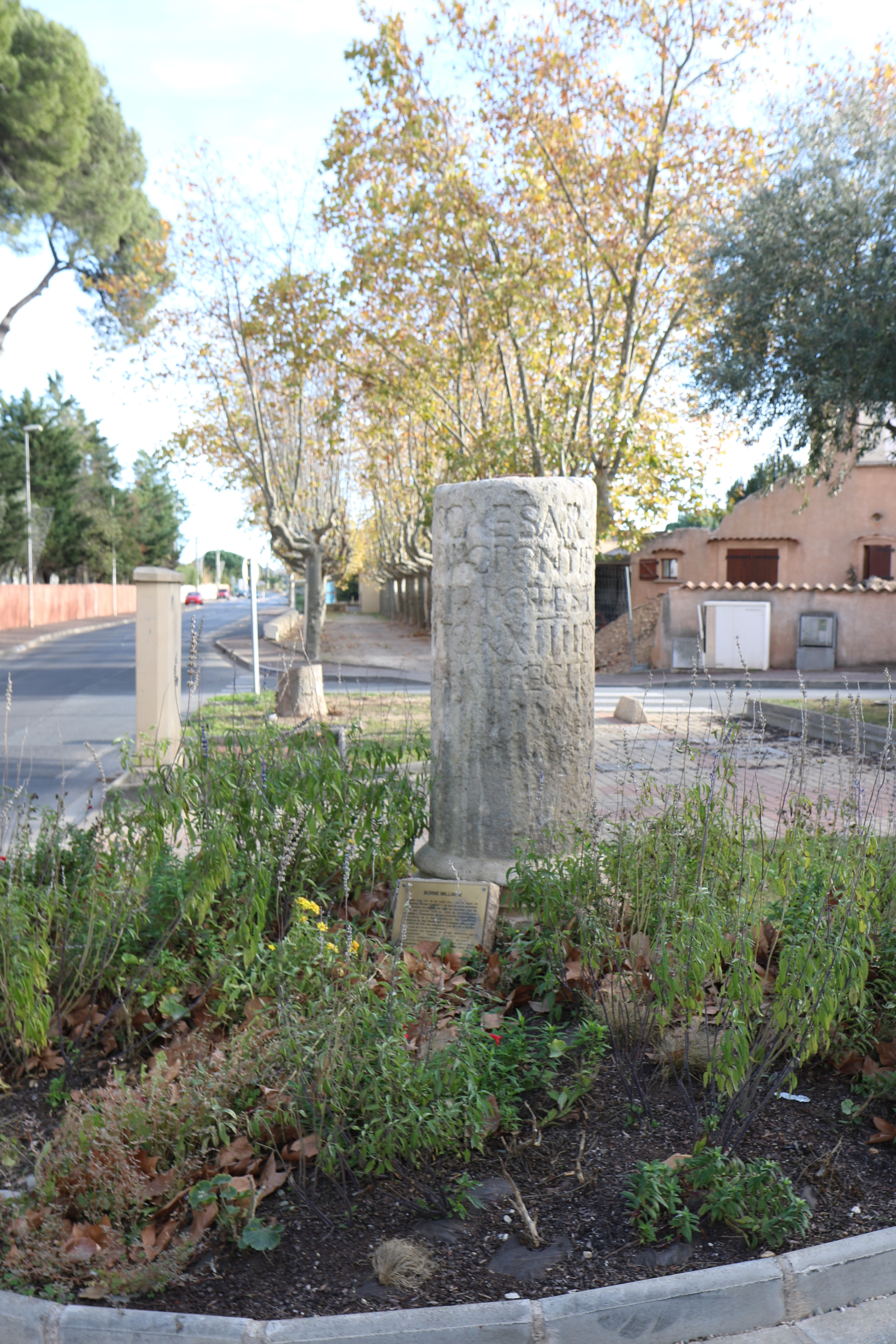
La borne milliaire.